# 낭포성 섬유증 유발 세포막단백질
낭포성 섬유증 유발 세포막단백질(cystic fibrosis transmembrane-conductance regulator, CFTR, 囊胞性纖維症誘發細胞膜蛋白質)은 낭포성 섬유증의 가장 큰 원인이 되는 세포로서 Cl 이온의 이동에 관여하는 단백질 5개로 이루어져 있다.

## 내용
이 부분에 이상이 생기면 낭포성 섬유증을 유발하는 원인이 되는 단백질이다. 유전으로 인해 전파되는 열성 돌연변이이다.
유전자는 7번염색체 장완 31영역에 위치하는 것이 가계분석에서 밝혀졌는데 1989년에 L.C. Tsui와 F. Collins의 두 연구팀이 분리에 성공하였다.

## 구조
영역은 크게 5가지로 구분하며, 이들은 각각 막관통영역 2개, 뉴클레오티드결합 영역 2개, 조절에 관여하는 영역 1개이다. AMP의존성 단백질인산화효소로 조절에 관여하는 영역이 인산화됨에 따라 통로가 열리는 것으로 되어 있다. 일부 부분은 Cl 이온 채널뿐 아니라 K 이온 통로 역할도 한다고 알려졌다.

## 이상
낭포성 섬유증의 증상을 일으키는 돌연변이는 지금까지 200가지 이상으로 구분되었고, 유전자산물의 성질에 따라 4개의 클래스로 분류하고 있다. 이 4가지의 특성은 다음과 같은 기준으로 분리한다.
- 클래스1: 이어맞추기 부위이상, 틀이동, 정지돌연변이(nonsence mutation)에 의해 번역이 도중에 멈추어 정상인 유전자산물을 생산할 수 없다.

- 클래스2: 처리이상. 지금까지 조사한 돌연변이의 67%를 차지하는 508번 페닐알라닌의 결실(ΔF508)이 바로 이 형태이다. 당시는 형성이 이상하게 되어 세포막으로의 국재현상도 일어나지 않는다.
- 클래스3: 돌연변이 산물은 막에 닻고리가 생기는데 ATP에 의한 활성화에 이상을 나타낸다.
- 클래스4: 막에서의 국재, 인산화와 ATP에 의한 조절은 모두가 정상이지만 Cl－유량(流量)이 감소한다.

## 같이 보기
- 낭포성 섬유증

- 유전병